# Vinji Vrh (Brežice, Slovenija)
Vinji Vrh je naselje u Općini Brežice u istočnoj Sloveniji. Vinji Vrh se nalazi u pokrajini Dolenjskoj i statističkoj regiji Donjoposavskoj. 

## Stanovništvo
Prema popisu stanovništva iz 2002. godine Vinji Vrh je imalo 35 stanovnika.